# 电子民主
电子民主（E-democracy，为electronic和democracy两词的合成词）又称“数字民主”或“互联网民主”通过整合21世纪的信息及通信技术来促进民主制度。在这种政体中，所有成年人都被认为有资格平等地提出与制定法律 。电子民主包含有实现自由及平等地实行政治自决的社会、经济及文化条件。